# 劉曼卿
刘曼卿（1906年—1941年9月），西藏拉萨人，民國時期中國女性政治人物、探险家，曾考察西藏。她是一位信奉伊斯兰教的回藏混血儿，其藏文名为雍金，戴季陶为其拟名德美西。

## 生平

### 家庭
刘曼卿的父亲刘荣光（刘华轩）是拉萨人，有汉族和回族的血统，曾任清朝驻藏大臣的汉文秘书，母亲是四川打箭炉（今康定）的藏族人。英國官員認為劉曼卿是駐藏大臣聯豫與藏族妻子的女兒。:8刘曼卿的先人“原为汉籍，清中叶随某使者入藏，遂家拉萨。”其父刘荣光“曾为进贡大臣秘书，往返北京拉萨间数次”，后来曾经在成都的班禅办事处任职。1906年（清光绪三十二年，藏历第十五饶迥阳火马年），刘曼卿出生于拉萨。

### 早年生活
刘曼卿的母语为藏语，本人信仰伊斯兰教，幼年她家是拉萨清真大寺寺坊的教民。第一次驅漢事件期間，她家受到影響，住房被燒毀。1915年，她家遷居英屬印度的大吉岭，開食品店賣中式點心。12岁时（约在1918年）她随双亲回到中國内地，寓居北京，改穿汉装，在市立第一小学就读。半年即通汉语。读三年小学后，她升入北通州女子师范学校。19歳時她被父母严命退学，父母做主让她結婚。不久，因这桩婚姻并非曼卿的本意，她遂离婚，再入北通州女子师范学校。毕业后，她入北京道濟醫院当护士。

### 出使西藏
1928年，十三世达赖喇嘛派五台山堪布罗桑巴桑作为代表赴南京，会见成立不久的南京国民政府的官员，并面见蒋介石。刘曼卿应罗桑巴桑邀请出任其翻译。在南京之行中，刘曼卿的语言能力受到蒋介石器重，被任命为国民政府行政院文官处一等书记。

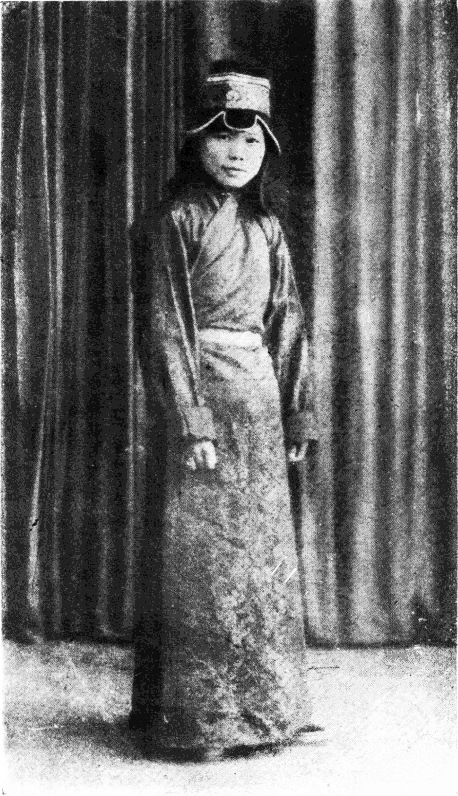
《康藏轺征》中刘曼卿像

1929年，十三世达赖喇嘛和九世班禅额尔德尼发生斗争。1929年6月，刘曼卿申请自愿到康藏调査当地现状，获得批准，以文官处书记官的名义赴西藏拉萨，和十三世达赖喇嘛、龙厦·多吉次杰等人进行接触。文官处二等书记官孔党江村（藏人）随她一同前往。和他们同行至西康的还有从南京回西康的西康人叶履观。1929年7月他们一行出发，1930年2月到达拉萨，他们获得了十三世达赖喇嘛两次会见。并经过三个月的谈判，说服达赖喇嘛派遣官员驻扎南京。當時索南·旺菲·萊登拉因為調解藏尼糾紛也在拉薩，劉曼卿的活動引起他的注意，因此他促成达赖喇嘛邀請英國駐錫金政務官維爾中校於1930年8月訪問拉薩，改進了當時陷入低潮的英藏關係。同年，劉曼卿等人由印度经海路回到南京。她經過印度時，當時最大的藏文報紙《西藏鏡報》對她進行了專訪。:16-17。1931年，刘曼卿获得国民政府颁发的褒奖状。1932年，她第二次考察康藏。1933年11月，她所著的《康藏轺征》出版。此后，她还参与创建了中国边疆学会。
抗日战争爆发后，她和其他数名西康和西藏人士发表支持中国人民抗日的宣言，并在西康民间鼓动抗日。1941年9月，因病於重慶逝世，年仅35岁。

## 著作
- 刘曼卿，《康藏轺征》，上海：商务印书馆，1933年
  - 刘曼卿，《康藏轺征（第二版）》，上海：商务印书馆，1934年
- 刘曼卿，《西藏 （页面存档备份，存于）》，上海：商务印书馆，1934年
- 刘曼卿，《边疆教育》，上海：商务印书馆，1937年

## 傳記
丁小文著《民国藏地“女钦差”——刘曼卿传》於2013年出版。

## 外部連結
- 《康藏軺征》 （页面存档备份，存于）. 1933年初版